# Consiliul Concurenței (România)
Consiliul Concurenței a fost înființat în baza Legii concurenței (nr. 21/1996) și este autoritatea administrativă autonomă care are drept scop protejarea și stimularea concurenței pentru asigurarea unui mediu concurențial normal, în vederea promovării intereselor consumatorilor din România. Instituția pune în aplicare și asigură respectarea prevederilor naționale, dar și a celor comunitare de concurență.
Instituția nu are competențe în domeniul protecției consumatorilor.
Plenul Consiliului Concurenței (organul decizional al autorității) este format din 7 membri, după cum urmează: un președinte, doi vicepreședinți și patru consilieri de concurență. Mandatul membrilor Plenului este de 5 ani și poate fi reînnoit o singură dată. Președintele Consiliului Concurenței este Bogdan Chirițoiu, care ocupă această funcție din 5 mai 2009.
Printre cele mai importante realizării din ultimii ani, în mod inedit pentru țările non-membre OECD, Autoritatea de concurență a primit (2014) statutul de asociat la Comitetul de Concurență OECD, participând astfel cu titlu de membru deplin al grupului celor mai eficiente autorități de concurență din lume.
Cu ocazia împlinirii 20 de ani de existență (1996-2016), în 2017 ASE București a realizat un studiu privind impactul intervențiilor Consiliului Concurenței asupra a 10 sectoare economice în 20 de ani de activitate: peste 1 miliard de euro beneficii concrete pentru consumatori. De asemenea, amenzile aplicate în această perioadă au fost de 574 milioane euro, raportate la bugetul instituției de 158,7 milioane euro.
În 2017, Consiliul Concurenței a aplicat amenzi în valoare de 123,114 milioane de lei și a adus consumatorilor beneficii între un minim de 284 milioane de lei și un maxim de 509 milioane de lei. În 2018, Consiliul Concurenței a aplicat amenzi în valoare de 435.194.858 lei și a adus consumatorilor beneficii între '217 și 514 milioane de lei.
Aceste rezultate corespund obiectivelor prevăzute în Strategia Consiliului Concurenței 2017-2020, conform căruia (i) impactul anual al acțiunilor derulate, sub forma beneficiilor financiare aduse consumatorilor prin acțiunile de combatere a înțelegerilor anticoncurențiale și de controlul concentrărilor economice, este de cel puțin 3 ori mai mare decât bugetul anual al instituției, precum și (ii) un nivel total al costurilor cu procedurile administrative de investigație mai mic de 30% din totalul volumului sancțiunilor, măsurat anual.
Începând cu anul 2017, România a urcat în clasamentul realizat de Global Competition Review și a obținut 3 stele, alături de alte 7 țări UE (Austria, Finlanda, Letonia, Lituania, Polonia, Portugalia, Suedia).
Conform Global Trend Monitor 2018 (publicat pe PaRR-global.com), România este una dintre jurisdicțiile cele mai active din punct de vedere concurențial între țările din Europa, Orientul Mijlociu și Africa, ocupând locul 10 în acest clasament (după o urcare de 4 poziții față de anul anterior).
Persoanele care au cunoștință de încălcări ale Legii concurenței pot informa în mod anonim Consiliul Concurenței prin intermediul Platformei avertizorilor de concurență. De la lansarea sa, din 2015, pe baza informațiilor primite, a fost lansată anual o investigație, cum ar fi de pildă în 2016 investigația pe sectorul turismului din România și în 2017 investigația pe piața comercializării de mașini, utilaje și echipamente specializate agricole din România.
Platforma avertizorilor de concurență, instrument folosit și de Comisia Europeană, protejează anonimatul persoanelor care denunță nereguli. Sistemul se derulează într-o soluție tehnică – web based – cu garantarea confidențialității celor care utilizează sistemul. Avertizorii – persoanele care doresc să semnaleze date legate de carteluri – se loghează prin intermediul internetului în sistem https – SSL conexiune criptată. Astfel, sistemul garantează pe deplin rămânerea anonimă a identității avertizorului.